# Xiomara Castro
Iris Xiomara Castro Sarmiento (Tegucigalpa, 30 september 1959) is een Hondurese politica namens de partij Libertad y Refundación (LIBRE, Vrijheid en Heroprichting). Sinds 27 januari 2022 is ze de 56ste president van Honduras. Hiermee is ze de eerste vrouwelijke president van het land.
Castro werd geboren in Santa Bárbara, maar groeide op in Tegucigalpa. In 1976 trouwde de 17-jarige Castro met Manuel Zelaya, wie van 2006 tot 2009 de 52ste president van Honduras was. Het echtpaar vestigde zich in Catacamas en samen kregen ze vier kinderen.
In 2006 werd Castro de first lady van Honduras nadat haar echtgenoot Manuel Zelaya de  Hondurese presidentsverkiezingen van 2005 met 49,9% van de stemmen won.
Castro was lid van de Liberale Partij van Honduras, totdat haar echtgenoot in 2009 werd aangehouden en afgezet. In 2011 sloot ze zich aan bij de partij LIBRE. Namens deze partij stelde Castro zich in 2013 verkiesbaar voor de presidentsverkiezingen. Ze eindige echter als tweede; Juan Orlando Hernández van de Nationale Partij van Honduras won de verkiezingen met 36,9% van de stemmen (tegen 28,8% voor Castro). Het verschil met Castro bedroeg 250.000 stemmen.
Castro stelde zich verkiesbaar voor de Hondurese presidentsverkiezingen van 2021. Ze won deze verkiezingen met 51% van de stemmen. De tweede werd Nasry Asfura met 37% van de stemmen (verschil van bijna 500.000 stemmen met Castro). Op 27 januari 2022 werd Castro als president van Honduras aangesteld. 